# 本多歌子
本多歌子（1927年—），女，日本人，致力于中日友好的日本人士，神奈川县日中和平友好会会长。她10岁到26岁是在中国东北度过的，17岁参加了中国共产党领导的东北抗日联军（后改称东北民主联军、东北野战军）。

## 生平
1937年其父带着10岁的本多歌子和其他家人参加了日本殖民当局组织的开拓团，来到中国黑龙江省阿城，负责向驻扎在附近的侵华日军关东军部队供给粮食。 
1945年8月15日日本无条件投降，其父亲从开拓团团部回来后对本多歌子说：“日本败了，你们都穿好衣服到开拓团本部去。”其父企图先杀了全家人而后自杀，后被阻止。
1945年11月，17岁的歌子参加了东北抗日联军的卫生队。行军途中遇到中国老人请本多歌子吃鸡蛋，歌子说部队有三大纪律八项注意，不拿群众一针一线，不能随便吃百姓的东西，“共产党的军队里不管当官的还是当兵的都在一起干活，吃一样的饭。”据本多歌子回忆，一次在行军途中遇到一个卖甘蔗的老太太，歌子问她脸上的伤疤是怎么回事，老太太说：“是被日本鬼子用枪捅的。日本鬼子要强拉走我的女儿，与他们拼抢时被刺刀捅了。”歌子说：“我就是日本人。”老太太善解人意地说：“你跟日本鬼子不一样，日本帝国主义才是日本鬼子，日本人民和我们中国人是一样的。”
1947年，歌子随部队来到沈阳，1949年随部队来到天津，渡江战役到武昌后，欢庆胜利，结束南下。1949年11月，随部队北上，1950年1月到达哈尔滨，后又南下到井冈山的中国人民解放军第七十二预备医院工作，1952年，收到父亲从日本的来信：“请一定回来……”，1953年，办理完毕回国手续。
回到日本后，本多歌子在横滨一家精神病院当了35年护士。工作之余经常到日本一些大学演讲，向年轻一代介绍中国的事，并讲述“三大纪律八项注意”和当年中国共产党军队的往事。1978年1月，本多歌子随日本归国者访华团到北京，受到中日友好协会会长廖承志的接见。廖承志还送给她一幅字：“加强友好，并肩前进”，歌子将其挂于自家客厅。每年八一建军节，中国驻日本大使馆都会邀请本多歌子参加纪念活动。